# Batin (distrikt)
Batin (bulgariska: Батин) är ett distrikt i Bulgarien.   Det ligger i kommunen Obsjtina Borovo och regionen Ruse, i den norra delen av landet, 220 kilometer nordost om huvudstaden Sofia.
Trakten runt Batin består till största delen av jordbruksmark. Runt Batin är det ganska glesbefolkat, med 26 invånare per kvadratkilometer.